# Rolf E. Straub
Rolf E. Straub (* 28. Oktober 1920 in Freudenstadt; † 1. März 2011 in Gondiswil, Kanton Bern) war Professor für Technologie der Malerei an der Staatlichen Akademie der Bildenden Künste Stuttgart und Gründer des Instituts für Museumskunde.

## Leben und Werk
Rolf E. Straub bereitete sich zunächst durch private kunstgeschichtliche und zeichnerische Studien auf eine künstlerische Ausbildung vor. 1947–1951 absolvierte er an der Staatlichen Akademie der Bildenden Künste Stuttgart einen künstlerischen Grundkurs, interessierte sich dann aber zunehmend für Gemälderestaurierung. Er nahm an den maltechnischen Vorlesungen und Übungen bei Kurt Wehlte teil und besuchte parallel dazu kunstgeschichtliche Vorlesungen.
1951–1955 studierte er Kunstgeschichte und Kunsttechnologie am Courtauld Institute of Art der University of London. Zu seinen Lehrern gehörten unter anderem Helmut Ruhemann, Anthony Blunt, Johannes Wilde, Francis Ian Gregory Rawlins und Ernst Gombrich. Zudem beschäftigte er sich intensiv mit analytischer Chemie.
Ab 1953 war Straub als Student Assistant bei Stephen Rees-Jones tätig. Die Zusammenarbeit mit Rees-Jones hat ihn nachhaltig geprägt. Bereits als Student war er maßgeblich an der Erfindung des Unterdruck-Heiztisches beteiligt und entwickelte ein neuartiges Verfahren zur mikroskopischen Untersuchung von Farbproben.
1955–1956 setzte er seine kunstgeschichtlichen Studien am Instituto Amatller de Arte Hispánico in Barcelona fort und arbeitete als Restaurator im Atelier Gudiol in Barcelona.
1956–1963 leitete Straub die Abteilung Technologie und Restaurierung am Schweizerischen Institut für Kunstwissenschaft in Zürich.
1963 wurde er als Nachfolger Kurt Wehltes zum Professor an die Staatliche Akademie der Bildenden Künste Stuttgart berufen. Im gleichen Jahr heiratete er die Germanistin und Kunsthistorikerin Esther Fischer. 1969 wurde der Sohn Wolfgang Straub geboren. Bis zu seiner Emeritierung im Jahr 1982 leitete Rolf E. Straub das Institut für Technologie der Malerei sowie das von ihm 1967 gegründete Institut für Museumskunde, dem das baden-württembergische Kultusministerium die Direktoren der Staatlichen Museen in Stuttgart und Karlsruhe als Professoren mit Lehrverpflichtung an der Akademie zuordnete. Die von Kurt Wehlte initiierten Veranstaltungen im Bereich der Maltechnik und der Konservierung entwickelte Straub zu einer Vollzeitausbildung für Restauratoren weiter, wobei im Sommersemester 1972 ein Studiengang für die Untersuchung und Konservierung von Wandmalerei hinzukam. Nach Bildung des Studiengangs „Restaurierung und Technologie von Gemälden und gefassten Skulpturen“ im Jahre 1975 im Zuge einer durchgreifenden Studienreform der Stuttgarter Akademie konnte auf Initiative Rolf E. Straubs am 16. September 1976 erstmals bundesweit auf Hochschulebene eine Diplomprüfungsordnung für die Restauratorenausbildung in Kraft treten.
Rolf E. Straub setzte sich in vielen Publikationen mit der Geschichte der Maltechnik sowie der Konservierung und Restaurierung von Gemälden und Skulpturen auseinander. Er beriet zahlreiche private und öffentliche Sammlungen. Unter seiner Leitung bildete das Institut für Technologie der Malerei mit seinen Mitarbeitern Heide Härlin, Walfried Brandt, Edgar Denninger und Ernst Ludwig Richter eine Hochburg der Kunsttechnologie und Kunstpflege.

## Publikationen (Auswahl)
- Rolf E. Straub, Stephen Rees-Jones: Mikroskopische Querschnitte von Gemälden. In: Maltechnik, 1955, S. 119–125
- Rolf E. Straub, Stephen Rees-Jones: Marouflage, Relining and the Treatment of Cupping with Atmospheric Pressure. In: Studies in Conservation 2, 1955, S. 55–63
- Rolf E. Straub: Das Technische und das Allzutechnische in der Gemälderestaurierung. In: Maltechnik, 1956, S. 69
- Rolf E. Straub: Das Heiztisch-Unterdruckverfahren zur Konservierung von Leinwandbildern. In: Maltechnik, 1958, Heft 3, S. 70–77, S. 114
- Rolf E. Straub: An Apparatus for the Surface Examination of Paintings. In: Studies in Conservation 6, 1961, S. 46–48
- Rolf E. Straub: Retouching with Synthetic Resin Paint. In: Museums Journal 62, 1962, Nr. 2, S. 1–7
- Rolf E. Straub: Über die Erhaltung von Holztafelbildern. In: Rolf E. Straub (Hrsg.), Über die Erhaltung von Gemälden und Skulpturen, Zürich 1963, S. 107–171
- Rolf E. Straub: A Note on AW-2 and MS2-A. In: Museums Journal 63, 1964, S. 123–124
- Rolf E. Straub: Der Traktat de Clarea in der Burgerbibliothek Bern. Eine Anleitung für Buchmalerei aus dem Hochmittelalter. In: Jahresbericht des Schweizerischen Instituts für Kunstwissenschaft, Zürich 1964, S. 89–114
- Rolf E. Straub: Nachteile des Doublierens auf dem Vacuum-Heiztisch und Wege zu ihrer Behebung. In: Maltechnik 7, 1965, S. 97–102
- Rolf E. Straub: Konservierung und Denkmalpflege Teil I: Das Tafelbild, Zürich 1965
- Rolf E. Straub, Björn Kaland: Das Antependium von Tresfjord. In: Maltechnik, 1969, Heft 1, S. 6–17
- Rolf E. Straub: Ein Zentrum für die Fortbildung von Restauratoren in Stuttgart. In: Museumskunde, 1971/72 (Sonderdruck)[6]
- Rolf E. Straub: Lehre und Forschung am Institut für Technologie der Malerei. In: Akademie-Mitteilungen 5: Staatliche Akademie der Bildenden Künste Stuttgart: für die Zeit vom 1. November 1973 bis 31. März 1974. Hrsg. von Wolfgang Kermer. Stuttgart: Staatliche Akademie der Bildenden Künste Stuttgart, April 1974, S. 2–7, 9
- Rolf E. Straub, Ernst Ludwig Richter, Heide Härlin, Walfried Brandt: Der Magdalenenaltar des Lucas Moser. In: Rolf E. Straub et al. (Hrsg.): Beiträge zur Untersuchung und Konservierung mittelalterlicher Kunstwerke. München/Berlin 1974, S. 9–44
- Rolf E. Straub: Kurt Wehlte als Kunsttechnologe. In: Akademie-Mitteilungen 6: Staatliche Akademie der Bildenden Künste Stuttgart: für die Zeit vom 1. April 1974 bis 31. März 1975. Hrsg. von Wolfgang Kermer. Stuttgart: Staatliche Akademie der Bildenden Künste Stuttgart, Mai 1975, S. 4–7
- Rolf E. Straub: Eine wiederentdeckte Maltechnik. In: Akademie-Mitteilungen 7: Staatliche Akademie der Bildenden Künste Stuttgart: für die Zeit vom 1. April 1975 bis 31. Mai 1976. Hrsg. von Wolfgang Kermer. Stuttgart: Staatliche Akademie der Bildenden Künste Stuttgart, August 1976, S. 22–29
- Rolf E. Straub, Fritz Rieber: The Herlin Altarpiece at Bopfingen. In: Studies in Conservation 22, 1977, S. 129–145
- Rolf E. Straub: Der Altar des 18. Jahrhunderts. Das Kunstwerk in seiner Bedeutung und als denkmalpflegerische Aufgabe. In: Rolf E. Straub/Georg Sigmund Graf Adelmann (Hrsg.): Referate der 10. Stuttgarter Tagung für Denkmalpfleger und Restauratoren, München/Berlin 1978
- Rolf E. Straub: Zur frühen Geschichte der Ölfarbe in der Tafelmalerei nördlich der Alpen. In: Heinrich Zollinger et al. (Hrsg.): Von Farbe und Farben. Festschrift für Albert Knoepfli, Zürich 1980, S. 21–29
- Rolf E. Straub: Tafel- und Tüchleinmalerei des Mittelalters. In: Reclams Handbuch der künstlerischen Techniken Band 1, Stuttgart 1984, S. 131–259
- Rolf E. Straub: Firnis:. In: Reallexikon zur Deutschen Kunstgeschichte Bd. 8, München 1987, Sp. 1400–1415